# Village des Bories

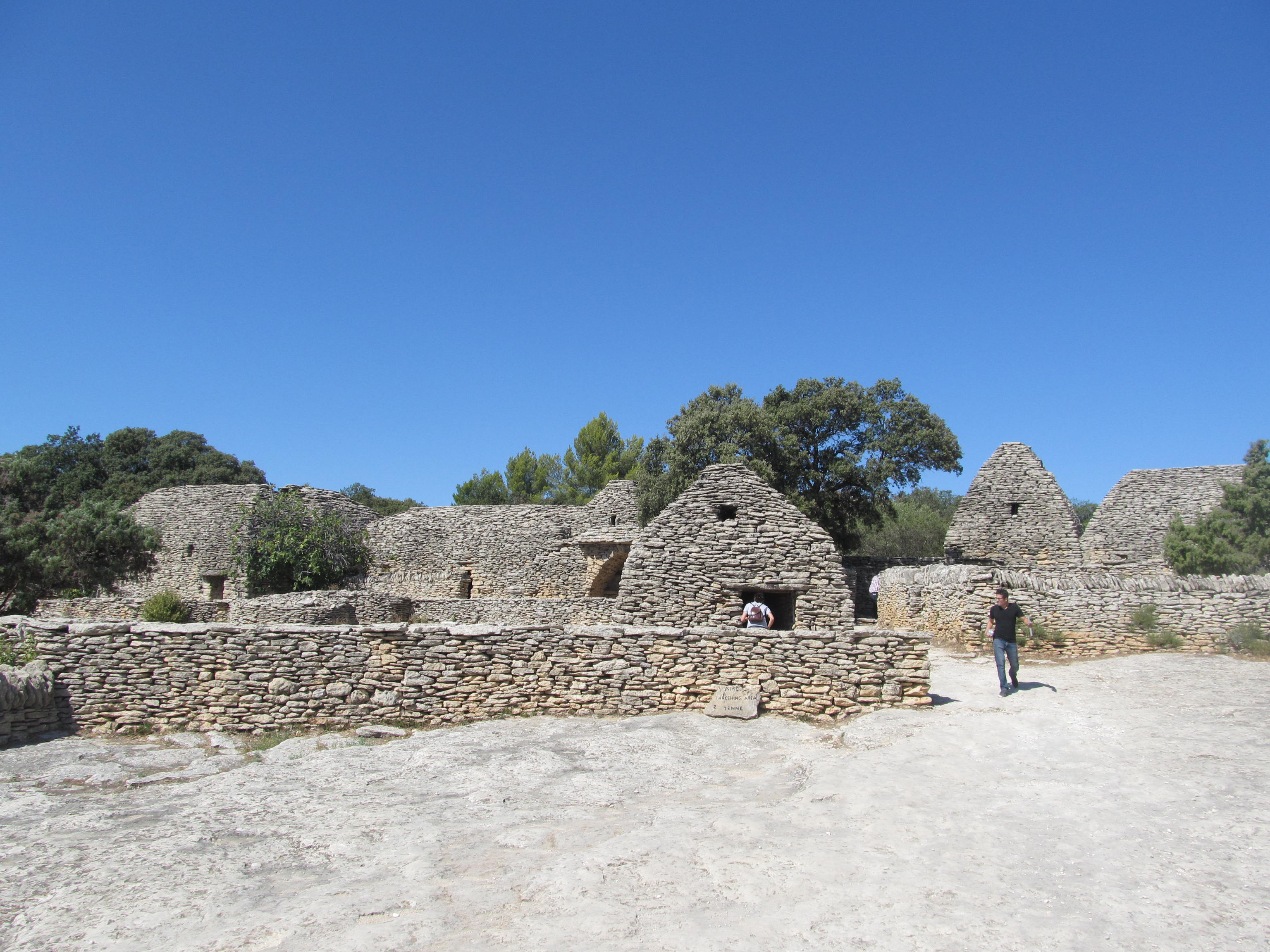
Village des Bories

Es handelt sich um einen Weiler namens Les Cabanes, bevor er in Village des Bories, Dorf der Bories, umbenannt wurde. Er befindet sich auf 270 m Höhe auf dem Gebiet der südfranzösischen Gemeinde Gordes in der Provence, etwa 1,5 Kilometer Luftlinie vom Ortszentrum entfernt. Ohne Friedhof und ohne Kirche ist dieser Weiler typisch für temporäre Siedlungen, die in den mediterranen Ländern das ständige Dorf erweiterten und mit saisonalen landwirtschaftlichen Arbeiten verbunden waren. Er besteht aus Hütten, die als Trockenmauerkonstruktionen gebaut wurden, Bories genannt. Das heute als Freilichtmuseum der Öffentlichkeit zugängliche Dorf ist seit 1977 als Monument historique klassifiziert.

## Geschichte und Besiedelung
Der Bau der Bories im Village des Bories folgte einer Entwicklung der Französischen Gesellschaft im 17. und 18. Jahrhundert. Das Land musste sich einem ist in vollem Gange befindlichen demografischen Wachstum stellen, die in einem Hunger auf Land resultierte, um den Mangel an Nahrung zu vermeiden.
Die ärmsten Bauern und Landarbeiter erwarben brachliegendes Land oft abseits der Dörfer. Durch Arbeit und Rodungen gewannen die Bauern neue Ländereien in Wäldern und Garrigue durch das Anlegen von Feldern, wo sie neue, ergänzende Formen der Bewirtschaftung entwickelten, Maulbeerbäume, Mandelbäume, Getreide, Futtermittel, aber insbesondere Olivenbäume. Beim Erstellen dieser Parzellen wurden Steine erst mit einem Eisen herausgehoben und später beim Bestellen der Felder mit dem Pflug herausgelöst. Diese ergaben unerschöpfliche Materialien für den Bau der Bories. Die bäuerlichen Aktivitäten waren zahlreich und wurden in Familienarbeit verrichtet: Zucht von Kleinvieh, Bienenzucht, Pflege von Gärten und Obstgärten, Sammlung von Gewürzpflanzen und medizinischen Pflanzen, Ernte von Wildpflanzen, Waldpflege, Trüffelsuche, Seidenraupenzucht.

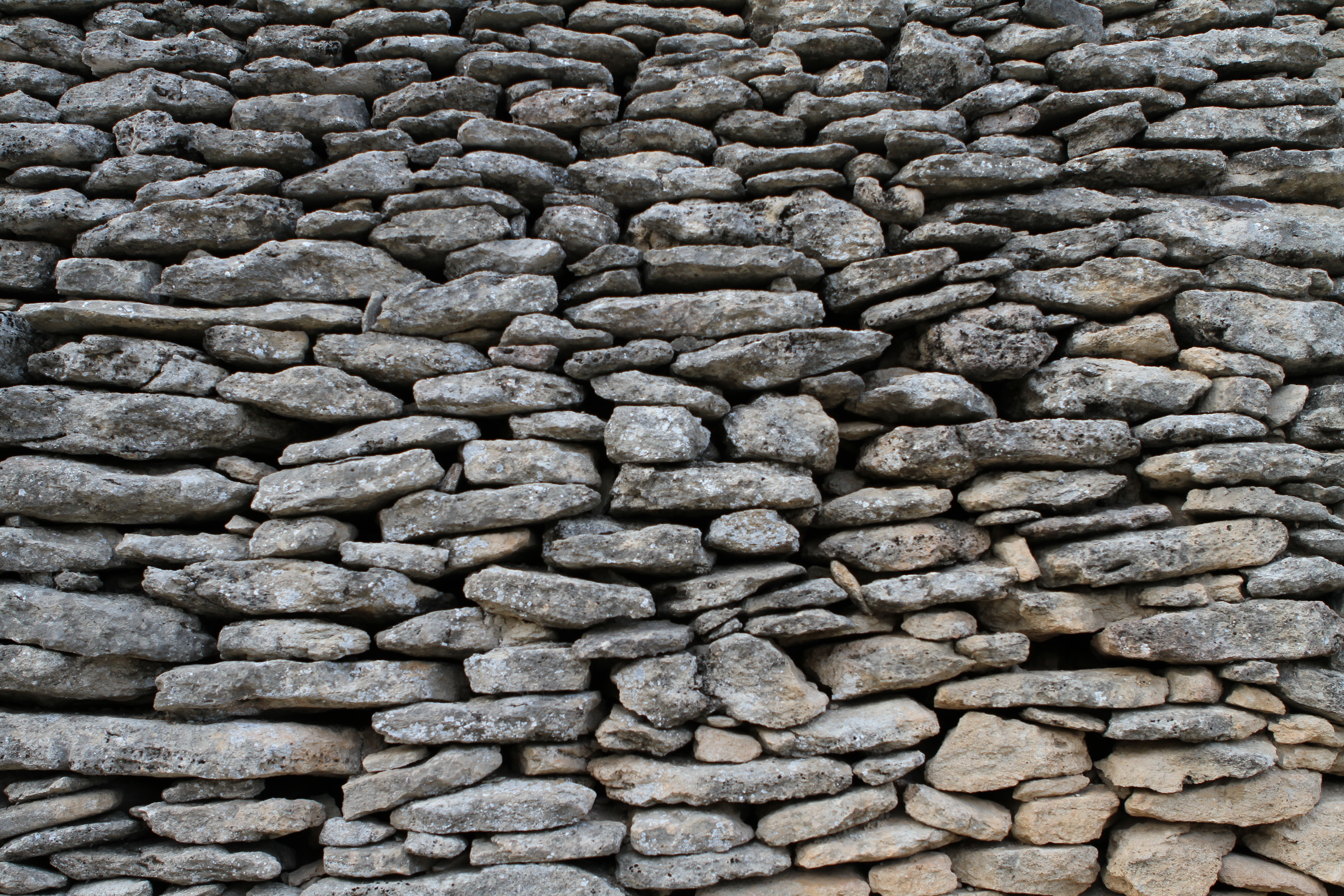
Trockenmauer aus Kalksteinen

Hier in den Monts de Vaucluse ist Kalkstein überall gegenwärtig. Weich, leicht zu extrahieren, nicht frostrissig, wurde es bereits von den Römern genutzt, und heute wird es immer noch in vielen Steinbrüchen in der Gegend abgebaut. Die Menschen verwendeten dieses preiswerte, unerschöpfliche, von allen leicht zugängliche und leicht zu bearbeitende Material, das keines Transports bedurfte, um tausende Trockenmauerkonstruktionen zu errichten, was allerdings harte Arbeit, Geduld und viele Hände bedurfte.
Für die Frage der ersten Funktion der Bories in Gordes bedarf es einer sorgfältigen Betrachtung der Architektur. Es ist zu beobachten, dass es isolierten Bauten und dicht gedrängte Hütten gibt. Die ersten dienten für temporäre Unterkünfte, Speicher oder Lagerräume für landwirtschaftliche Werkzeuge. Die gruppierten Bories hingegen dienten als Wohnungen, die sicherlich rustikal, aber manchmal auch mit Bänken ausgestattet waren, die als Betten dienen konnten. Dazu kamen Nischen, Schränke, Kamine, Pferde- und Schweineställe, Getreide- und Heuspeicher, Vorratslager, Brotöfen, Weinpressen und -bottiche, in den Felsen gegrabene Zisternen. Diese Hüttengruppen sind rund um Dreschplätze oder Tiergehege gebaut, umgeben von Einfriedungen mit Schießscharten, um Menschen, Tiere und Ernten vor Banditen, vor allem aber vor Wölfen zu schützen, die in den Monts de Vaucluse bis zum 19. Jahrhundert vorkamen.
Das Datum der Errichtung ist viel schwieriger zu bestimmen. Ab dem Ende der Jungsteinzeit sind solche Siedlungen im Mittelmeerraum, auch in der Provence, bekannt, die heute zerfallen sind. Auch einzelne Oberflächenfunde in Gordes von prä- oder frühgeschichtlichen Objekten lassen nicht den Schluss zu, dass die Bories aus der Frühgeschichte stammen. Sie wären schlicht längst zerfallen. Es gibt allen Grund anzunehmen, dass die Bauperiode zwischen dem 16. und 18. Jahrhundert zu datieren ist. Diese fällt zusammen mit einer Zunahme der Bevölkerung in der Provence und dem abgeleiteten Bedarf an zusätzlicher Landgewinnung.

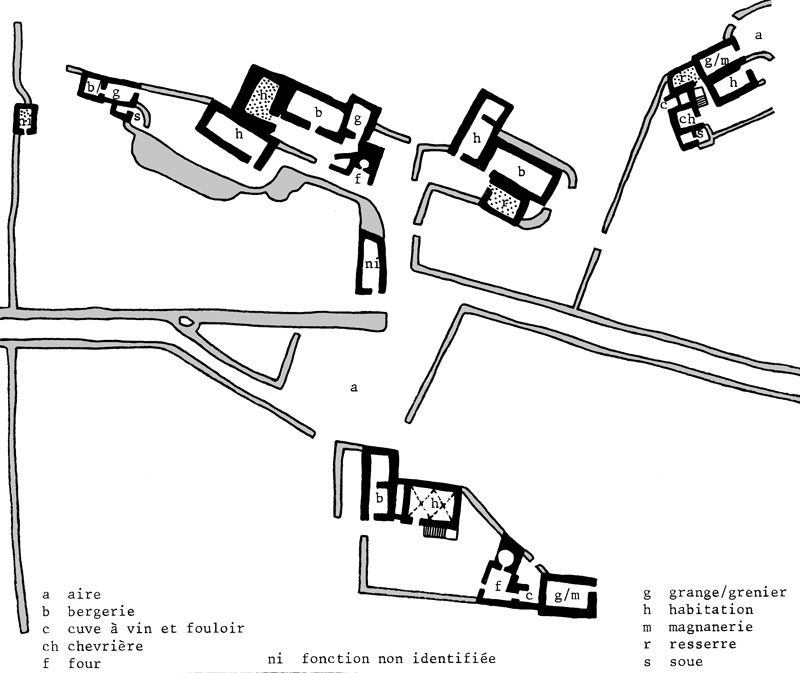
Plan des Village des Bories nach Pierre Viala
a = Platz, b = Schafstall,
c = Weinbütte und Stampfer,
ch = Ziegenstall, f = Ofen,
ni = nicht identifizierte Funktion,
g = Scheune/Kornspeicher, h = Behausung,
m = Seidenraupenzucht,
r = Verschlag, s = Schweinestall

## Renaissance
Unbenutzt sanken die Hütten in Vergessenheit für fast ein Jahrhundert. Sie wurden schnell von Brombeersträuchern erobert und dienten als Aussichtspunkt für Jäger, während die Steine geplündert werden. Wir verdanken ihre Wiederentdeckung und ihren Schutz an Pierre Viala, einem Dichter, Schriftsteller, Schauspieler und Weltreisenden, der in den 1960er Jahren nach Gordes kam und sich auf den ersten Blick in das Dorf, seine Landschaft, seine Bories verliebte. 1968 erfuhr er, dass die Ländereien zum Verkauf standen. Er verkaufte sein Haus und wurde Eigentümer. Die Restaurierungsarbeiten begannen 1969 und zogen sich über acht Jahre ohne finanzielle Unterstützung hin, allerdings mit Hilfe von Maurern und dem Know-how der Älteren aus Gordes. Das Ergebnis wurde schließlich von der französischen Académie d’architecture ausgezeichnet. 1983 wurde die Gemeinde Gordes Eigentümerin und Verwalterin des Geländes.

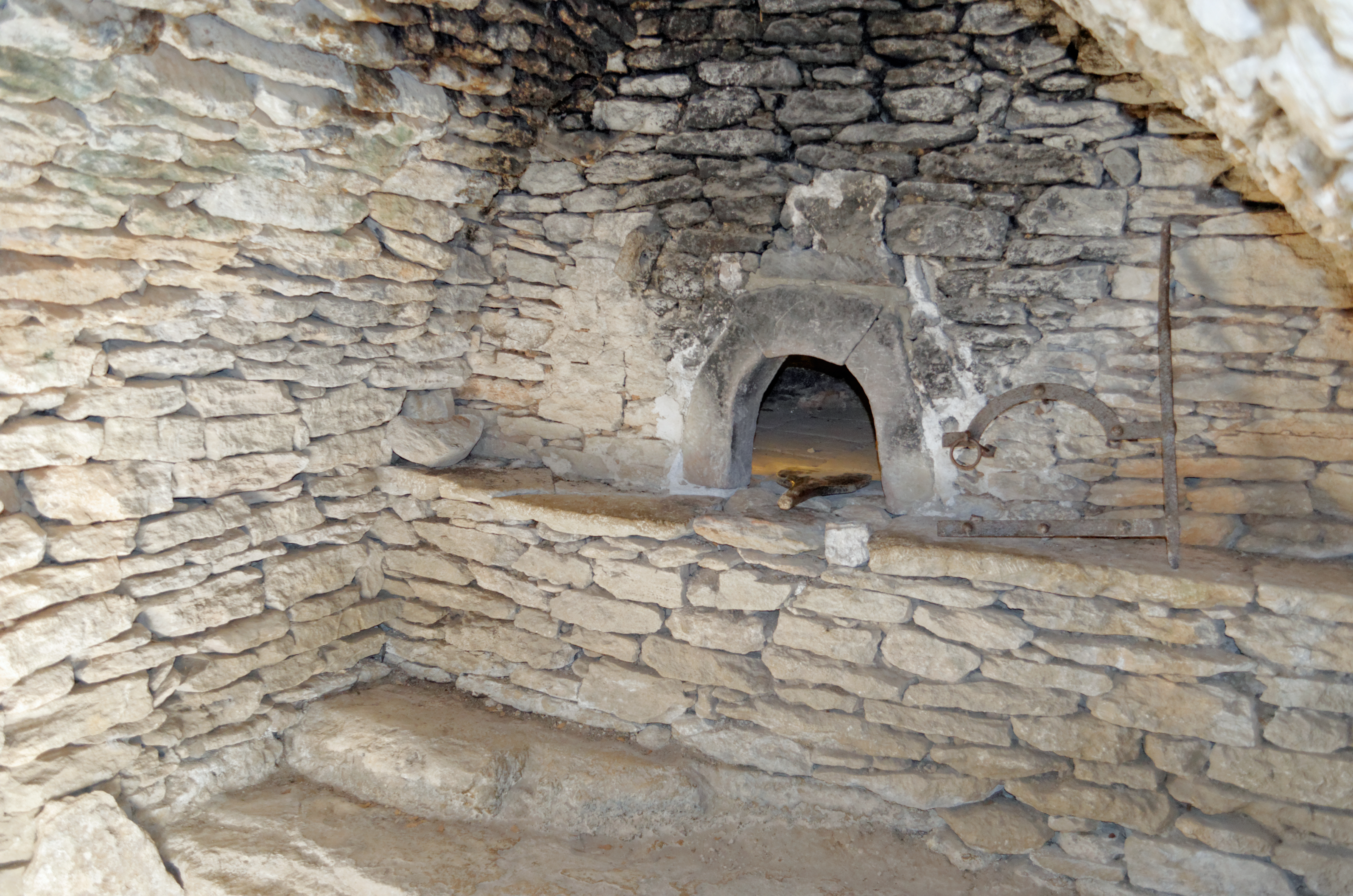
Brotofen
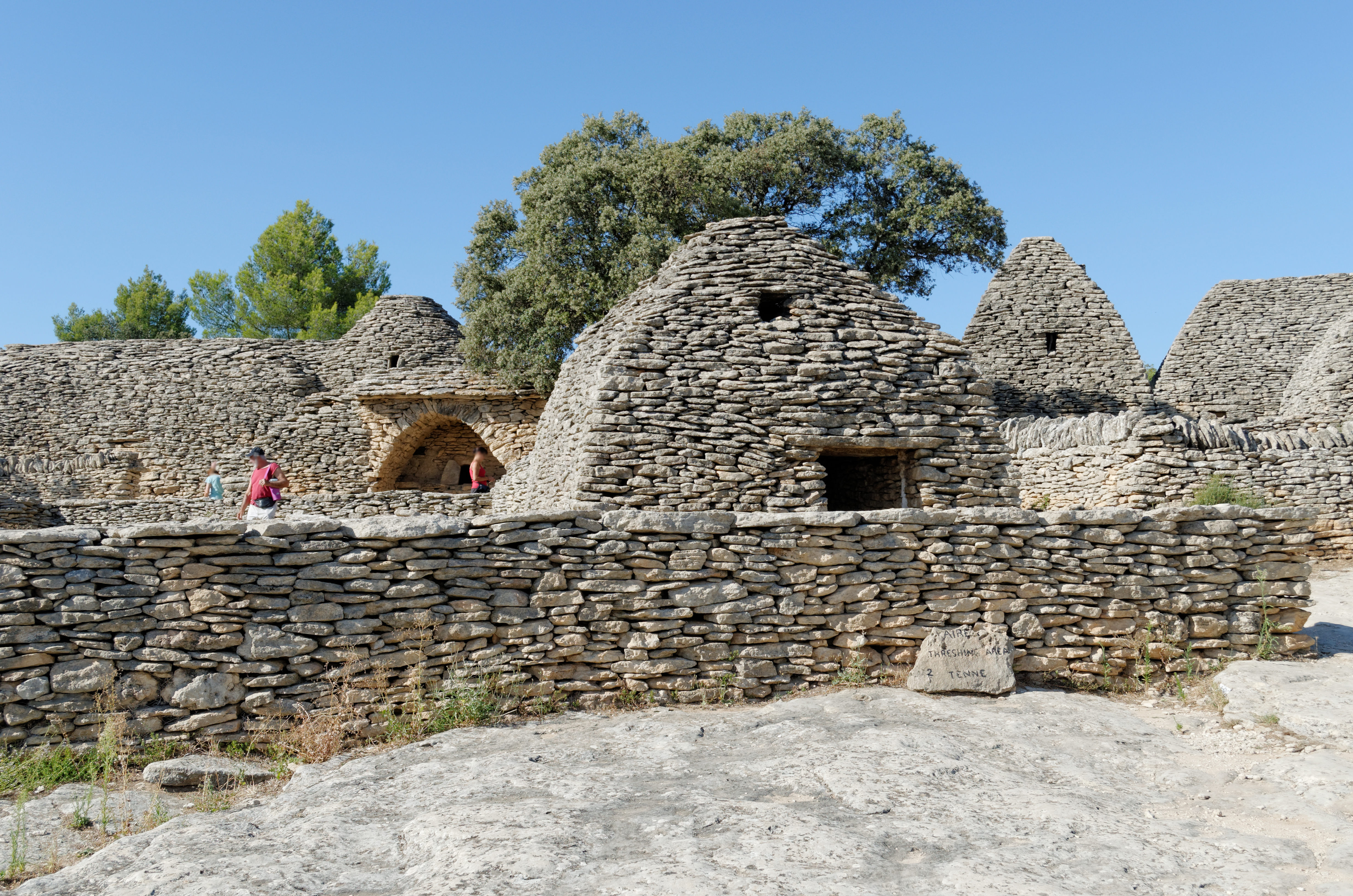
Gruppe von Bories
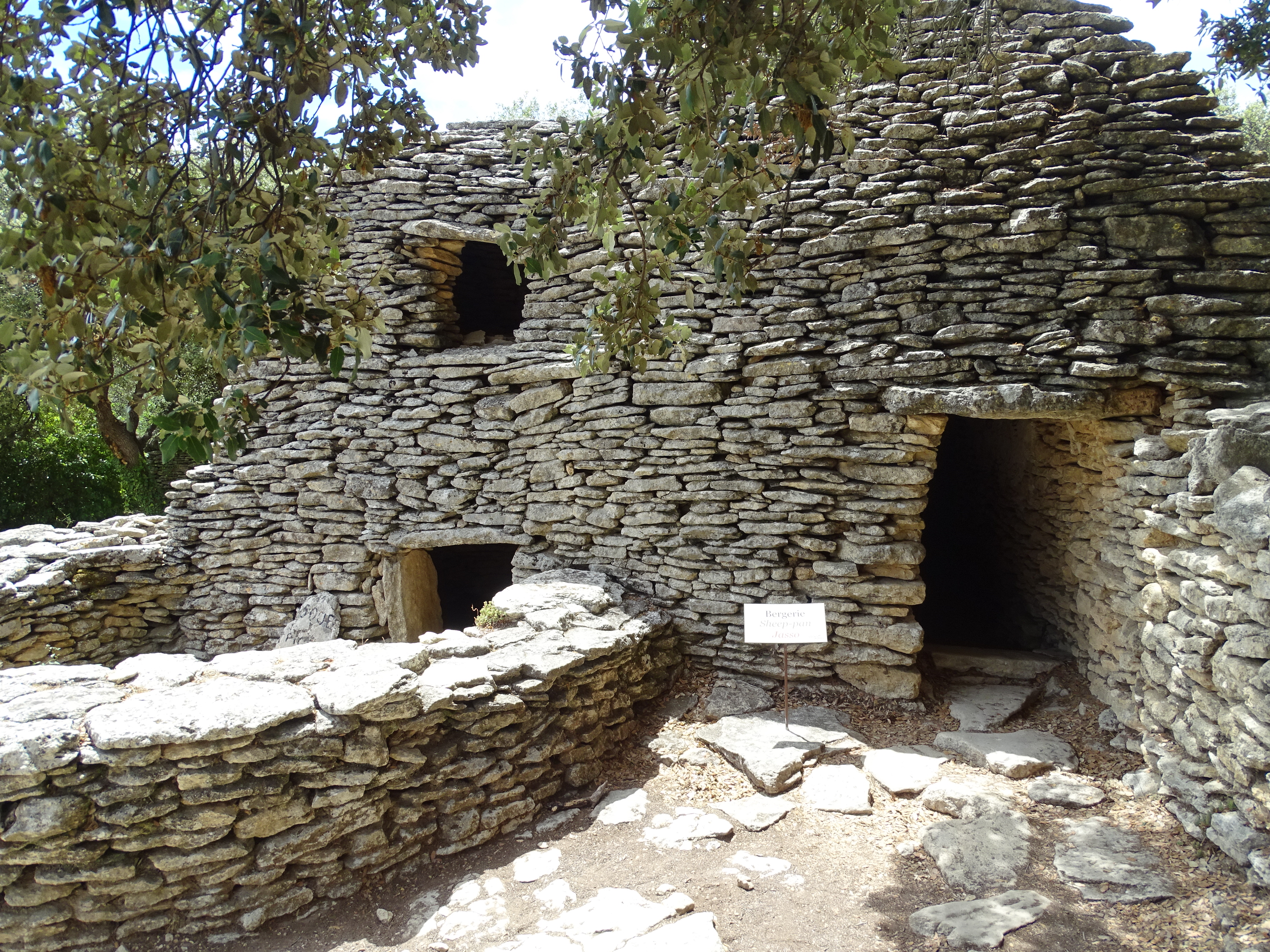
Gruppe von Bories
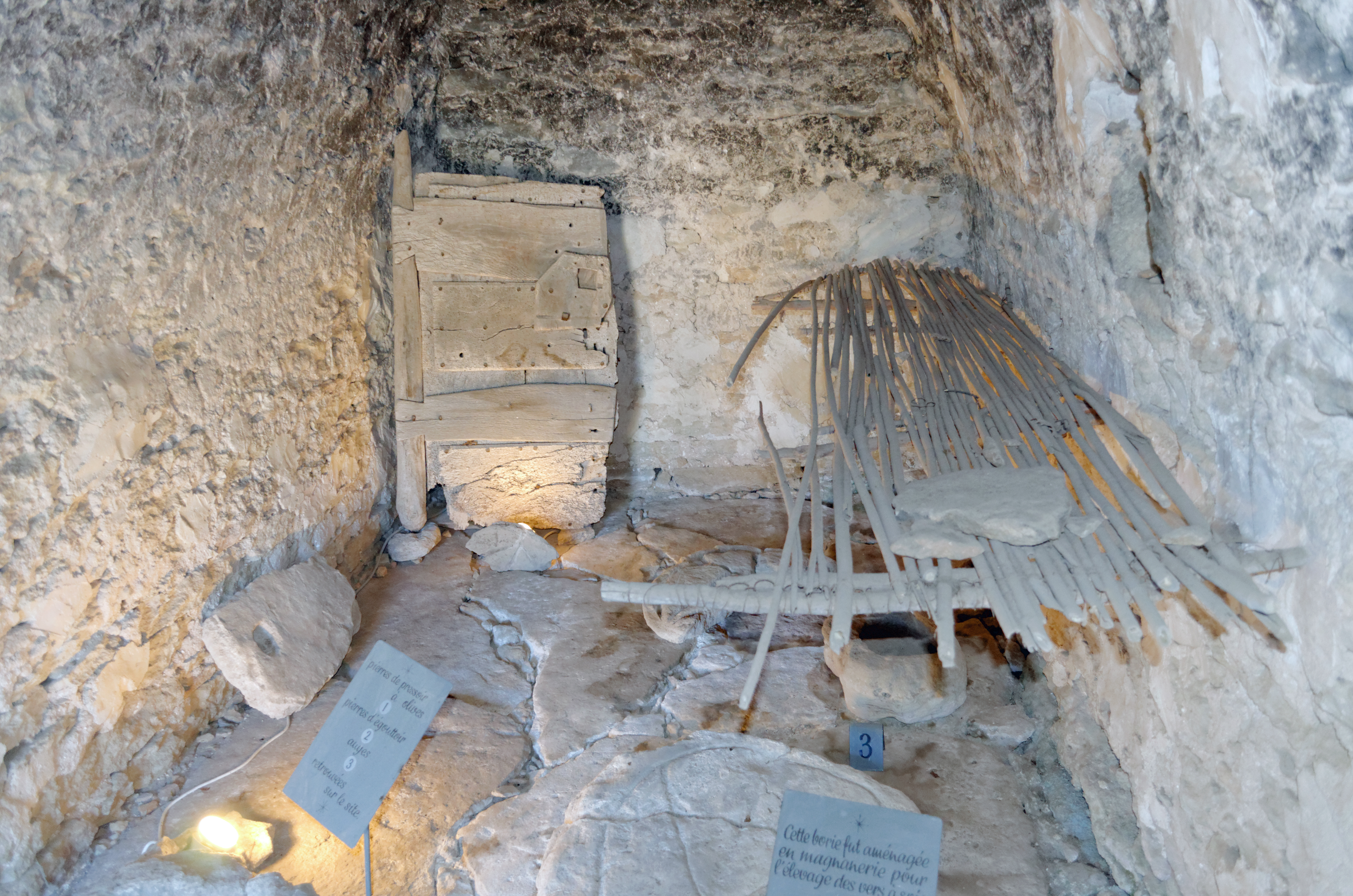
Innenraum einer Borie